# Melitoma taurea
Melitoma taurea är en biart som först beskrevs av Thomas Say 1837.  Melitoma taurea ingår i släktet Melitoma och familjen långtungebin. Inga underarter finns listade i Catalogue of Life.